# بريت كارين لارسن
بريت كارين لارسن (بالنرويجية البوكمول: Britt Karin Larsen)‏ هي كاتِبة وكاتبة للأطفال وشاعرة نرويجية، ولدت في 16 أبريل 1945.